# 全国大学院生協議会
全国大学院生協議会（ぜんこくだいがくいんせいきょうぎかい）は、大学院生自治会の連合組織である。略称は全院協（ぜんいんきょう）。
大学院生を取り巻く環境の改善を目指して活動しており、2020年4月10日時点で全国4校の院生協議会・院生自治会が加盟している。他に、3校の院生協議会ともオブザーバーとしての関わりを持っている。なお、1999年5月時点においては、全国26校の院生協議会・院生自治会が加盟していた。毎年1回開催される全国代表者会議（全代）が最高決議機関である。全代にて、これまでの活動の総括と今後の活動方針の決定を行い、議長と理事校を選出している。
2004年度より毎年「大学院生の経済実態に関するアンケート調査」を実施しており、文部科学省・財務省、各政党の国会議員などに対し奨学金制度の充実や学費の軽減などを求めて要請行動をしている。

## 関連・協力関係にある団体
- 奨学金の会[6][7]

奨学金の会の加盟団体には、2020年2月時点にて全国大学院生協議会の他、全日本医学生自治会連合や、日本共産党系とされる全国労働組合総連合・全日本教職員組合などの計10団体が含まれる。また、2016年7月においては、奨学金の会の加盟団体には全日本学生自治会総連合があった。
- 日本科学者会議[15][16]
- 全日本学生自治会総連合（日本共産党系）[17][18][19]

2010年代半ば以降、活動を休止しているとされる